# 吉氏美體鰻
吉氏美體鰻，又稱吉氏錐體糯鰻（學名：Ariosoma gilberti），為輻鰭魚綱鰻鱺目糯鰻科的其中一個種，由James Douglas Ogilby於1898年描述，最初屬於Congrellus屬，分布於中太平洋東部加利福尼亞灣至哥倫比亞海域，深度1至100公尺，體長可達27公分，棲息在有隱蔽的沙底質內灣，為底棲性魚類，夜間外出覓食，生活習性不明。